# Autoroute A4 (Tunisie)
L'autoroute A4 relie Tunis, capitale de la Tunisie, au port de Bizerte.

## Historique
Dans le cadre du programme des voies structurantes devant relier les grandes villes de la Tunisie, les travaux de construction de l'A4 débutent le 15 octobre 1999 (dans le cadre du VIIIe plan de développement) et durent jusqu'au 1er juillet 2002 pour un coût total de 179 millions de dinars tunisiens. Le péage a été mis en place à partir du 29 mai 2003.

## Description du tracé

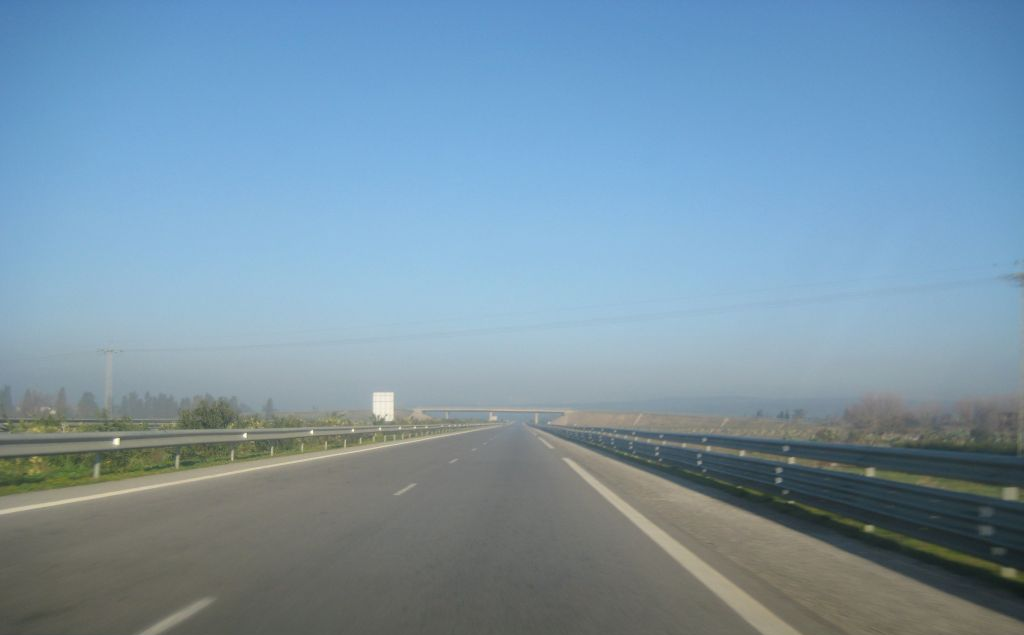
Vue de l'axe en direction de Bizerte.

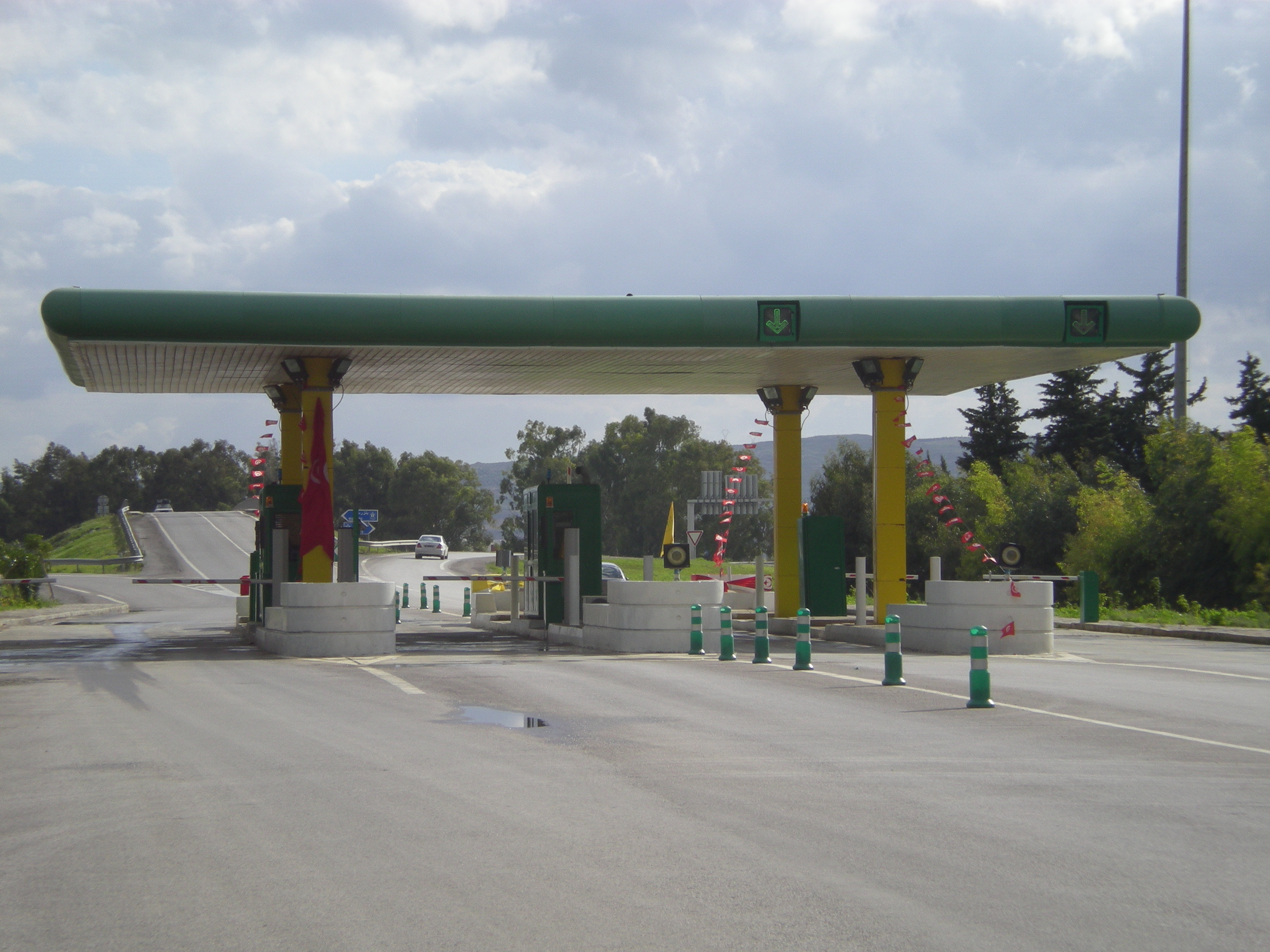
Gare de péage d'Utique.

Longue de 51 kilomètres, l'A4 comporte deux échangeurs, trois ponts, une aire de service et de restauration et quatre gares de péage sur une superficie totale de onze hectares. Le système de péage fermé y a été adopté, les tarifs étant mesurées aux nombres de kilomètres parcourus : 25 millimes par kilomètre pour un véhicule léger et 60 millimes par kilomètre pour un véhicule lourd.
L'autoroute est aussi reliée à l'autoroute Tunis-Sfax par une voie express contournant la capitale. Celle-ci est en cours d'achèvement — le pont au niveau du croisement près de l'avenue Mohammed-V est déjà entré en service le 21 juillet 2008 — et permettra de contourner la capitale sans rencontrer aucun feu de croisement.
La largeur totale de l'autoroute est de 34 mètres dont douze de terre-plein central, ce qui autorise une extension future de deux à trois voies.
En plus des trois ponts principaux construits pour l'autoroute, l'A4 a nécessité la construction de 19 ponts routiers au-dessus de l'autoroute. Une bretelle sur l'autoroute permet l'accès immédiat au centre commercial Tunis City abritant notamment un hypermarché Géant et Bricorama.

### Sorties et échangeurs
- Échangeur entre A4 et centre commercial Tunis City
- Péage de Sidi Thabet
- 01 Utique +  Péage : croisement avec la RN 8 ط و
- 02 El Alia +  Péage : croisement avec la RR 151 ط ج
- Péage de Menzel Jemil

### Aires de service
- L'autoroute compte une seule aire de service à Utique.

### Lieux sensibles
Le tronçon au niveau des forêts entre El Alia et Menzel Jemil représente un danger dû à la présence de sangliers en hiver, qui a été réduit grâce à l'installation d'une barrière de protection.

### Extension
L'A4 est par la suite prolongée à partir de l'échangeur d'El Alia jusqu'à la ville de Menzel Bourguiba grâce à l'aménagement d'une voie express de 25 kilomètres dont l'ouverture a lieu à la fin de l'été 2006.